# Partido Comunista Colombiano Clandestino
O Partido Comunista Colombiano Clandestino (em espanhol: Partido Comunista Colombiano Clandestino) é um partido comunista ilegal na Colômbia. Esta politicamente ligado às Forças Armadas Revolucionárias da Colômbia (FARC), que fundou o partido em 2000. Após a ruptura com o Partido Comunista Colombiano, uma separada estrutura política das FARC emergiu de facto durante toda a década de 1990, até que o PCCC fosse oficialmente fundado em 2000. A liderança do partido encontrava-se nas mãos do guerrilheiro Guillermo León Sáenz, também conhecido como "Alfonso Cano", até Novembro de 2011, data em que foi morto por tropas do Exército Colombiano. Em seu lugar assumiu Timoleón Jiménez‎‎.
Como as FARC mantiveram uma ideologia rígida, o partido manteve informalmente uma estrutura partidária conhecida como Movimento Bolivariano por uma Nova Colômbia na década de 1990. Essa nova ênfase na figura de Simón Bolívar seria posteriormente incorporada à ideologia oficial do PCCC. Após o fim da Guerra Fria, as FARC não abandonaram sua devoção ideológica ao marxismo-leninismo, mas a complementaram com um sentimento nacionalista bolivariano. A transformação desse movimento na fundação do PCCC foi oficialmente anunciada pelas FARC em 2000.

Com a criação da Força Alternativa Revolucionária do Comum após o processo de paz colombiano, o partido foi dissolvido, com seus membros ingressando no recém-criado partido político.